# USS Quest (AM-281)
USS Quest (AM-281) – trałowiec typu Admirable służący w United States Navy w czasie II wojny światowej. Służył na Pacyfiku.
Stępkę okrętu położono 24 listopada 1943 w stoczni  Gulf Shipbuilding Co. w Chickasaw (Alabama). Zwodowano go 16 marca 1944, matką chrzestną była O. R. Johnson. Jednostka weszła do służby 25 października 1944, pierwszym dowódcą został Lt. J.T. Riley, Jr., USNR.
Brał udział w działaniach II wojny światowej. Przekazany Filipinom służył jako "Apo-21", "Santa Maria", " Pagasa " i "Mount Samat".

## Odznaczenia
"Quest" otrzymał 2 battle star za służbę w czasie II wojny światowej.